# کوه کوما

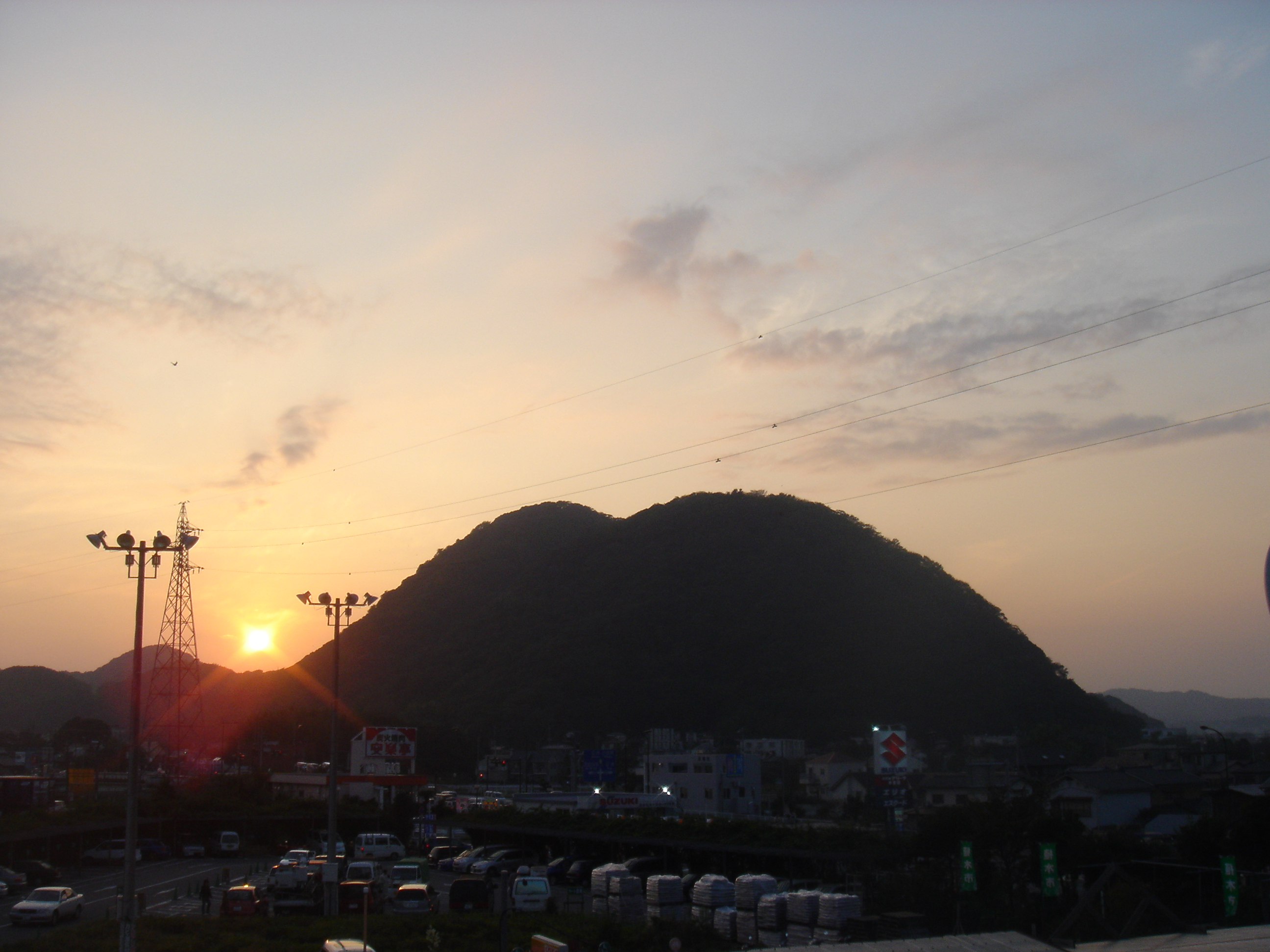
کوه کُوما.

کوه کُوما (به ژاپنی: 高麗山، Komayama) در استان کاناگاوا (神奈川県) قرار دارد. ارتفاع این کوه ۱۶۸ متر است. راهپیمایی از ایستگاه اُوایسُو　（大磯） شروع و به همین ایستگاه خاتمه می‌یابد. نقطهٔ آغازین صعود به بالا در سمت راست و پشتِ معبد کوما (高麗神社) قرار دارد. زمان رفت و برگشت از  ایستگاه اُوایسُو تا قله، در حدود دو ساعت و ده دقیقه است. 